# ان‌جی‌سی ۷۱۶۰
ان‌جی‌سی ۷۱۶۰ (انگلیسی: NGC 7160) یک خوشه باز در صورت فلکی قیفاووس است. این خوشه توسط ویلیام هرشل در ۹ نوامبر ۱۷۸۹ کشف شد.